# Traïanós Déllas
Traïanós Dellas (en grec moderne : Τραϊανός Δέλλας), né le 31 janvier 1976 à Thessalonique, est un footballeur international grec qui évoluait au poste de défenseur central reconverti entraîneur. Disposant d'un physique très impressionnant (1,96 m pour 88 kg), il est surnommé Le Colosse (O Kolossos en grec).

## Biographie
Il commence à jouer au football à l'âge de 11 ans à l'Aris FC. Il débute en Superleague à l'âge de 17 ans avec les couleurs de son club formateur lors de la saison 1993-1994. Par la suite, il part en prêt pour deux saisons au Panserraikos. À son retour à l'Aris FC, il réalise une très bonne saison 1996-1997. Cela lui permet de retenir l'attention de clubs étrangers. 
Ainsi, il signe à Sheffield United où il reste deux ans. En 1999, il est de retour en Grèce, cette fois à l'AEK avec lequel il remporte la Coupe de Grèce de football en 2000. En 2001, il tente une nouvelle fois sa chance à l'étranger, à Pérouse. Après une excellente première saison, il entre dans le collimateur de grands clubs italiens pour finalement atterrir à l'AS Roma. Il reste trois saisons à Rome où il joue 42 matchs de championnat et marque trois buts. Il apparaît aussi plusieurs fois en Ligue des champions. Son contrat prend fin à l'été 2005. 
Il retourne alors à l'AEK, club présidé par son ancien coéquipier Démis Nikolaïdis, et dont il est aujourd'hui le capitaine. 
Après deux saisons passées à l'Anorthosis Famagouste, il signe un dernier contrat d'un an avec l'AEK où il devrait vraisemblablement terminer sa carrière.
Il fait partie de la sélection nationale grecque, championne d'Europe lors de l'Euro 2004. Il inscrit le but en argent victorieux en demi-finale contre la République tchèque (1-0). C'est son seul et unique but en équipe nationale.
En avril 2013, il est nommé entraîneur de l'AEK Athènes à la suite du limogeage d'Ewald Lienen. Il annonce son départ le 20 octobre 2015.
Depuis le 12 février 2024, il est l'entraîneur de l'OFI Crète, contrat jusqu'en juin 2025.

## Palmarès

### En sélection
- Vainqueur du Championnat d'Europe des nations de football : 2004 (Grèce).

### En club
- Vainqueur de la Coupe de Grèce de football : 2000 (AEK).
- Championnat de Chypre :
  - Vice-champion en 2010 (Anorthosis Famagouste).

### Distinction individuelle
- 17e au classement du Ballon d'or 2004[2].